# 卡斯特雷扎托
卡斯特雷扎托（義大利語：Castrezzato），是意大利布雷西亚省的一个市镇。总面积13平方公里，人口6870人，人口密度528.5人/平方公里（2009年）。国家统计（ISTAT）代码为017045。